# Adguard
AdGuard — утилита, которая позволяет блокировать рекламу, всплывающие окна, баннеры и другие нежелательные объекты на веб-страницах. 
Работает под управлением операционных систем Microsoft Windows, OS X, Android и iOS; также можно установить как дополнение в наиболее популярные браузеры (Mozilla Firefox, Google Chrome, Opera, Safari, Яндекс.Браузер, Microsoft Edge), поэтому утилита является кроссплатформенной.
Для фильтрации рекламы используется блокировка по URL, скрытие с помощью CSS и фильтрация HTML-кода. Помимо фильтрации рекламы, программа защищает от фишинговых и вредоносных сайтов. 
Приложение получило ряд наград.

Кроме версий для настольных ПК и браузеров, выпускаются также мобильные приложения и серверные версии продукта:
- Версия для Android распространяется только как установочный файл для Android, так как через год после выпуска была удалена из Google Play (в конце 2014 года).[6]
- Версия для iOS присутствует в Apple AppStore, но ее обновление прекращено по инициативе Apple летом 2018 года.[7]
- Серверные версии продукта представлены в виде дополнительного сервиса AdGuard DNS,[8] на базе которого в конце 2018 года выпущено и open-source решение AdGuard Home для защиты сетевых подключений.[9]

- AdGuard Temp Mail — временная почта от AdGuard: лишена рекламы, хранит письма в течение 24 часов, а затем удаляет их. При этом адрес временного email постоянно доступен, пока вкладка сервиса открыта, и сохраняется в течение недели после её закрытия.

## Инциденты
- Распространение приложения AdGuard для Android было прекращено Google Play в конце 2014 года. Тем не менее, оно все еще обновляется и доступно для скачивания с сайта разработчиков.[10]
- AdGuard для iOS не получал обновлений с лета 2018 года. [11][12][13] из-за действующих в то время правил Apple в отношении блокировки рекламы через VPN для iOS.
- В сентябре 2018 года AdGuard подвергся атаке подстановка учетных данных. AdGuard утверждает, что их серверы не были скомпрометированы, а вместо этого злоумышленники использовали пары учетных данных, повторно используемые жертвами на других сайтах и украденные с этих сайтов. По словам представителя компании, они «не знают, к каким именно учетным записям обращались злоумышленники», поэтому компания сбросила пароли для всех учетных записей «в качестве меры предосторожности». Кроме того, AdGuard обязалась использовать API «Have I Been Pwned?» для проверки всех новых паролей на предмет появления в известных публичных утечках данных. Кроме того, они внедрили более строгие требования к безопасности паролей.[14][15][16]
- В ноябре 2020 года Microsoft Edge Store и интернет-магазин Chrome[17] были заражены мошенническими надстройками, выдающими себя за различные законные надстройки VPN-браузера, включая NordVPN и надстройку AdGuard VPN.[18] Впоследствии Microsoft и Google были предупреждены, и были предприняты действия по удалению самозванца в различных магазинах браузеров.[19]